# Club Atlético Platense
Club Atlético Platense, je argentinský fotbalový klub se sídlem ve městě Florida Este v aglomeraci Buenos Aires. Byl založen 25. května 1905. Své domácí zápasy hraje na Estadio Ciudad de Vicente López.
V současnosti klub hraje druhou nejvyšší argentinskou soutěž Primera B Nacional. V nejvyšší soutěži dosud odehrál 72 sezón.
Největšími rivaly klubu jsou Argentinos Juniors a CA Tigre.

## Úspěchy

### Domácí
- Primera División:

Vicemistr (1×): 1949
- Primera B Nacional:

Vítěz (1×): 1976